# Kim Gu
Kim Gu (김구?, 金九?, Gim GuLR, Kim KuMR; Hwanghae Meridionale, 29 agosto 1876 – Seul, 26 giugno 1949) è stato un politico sudcoreano e in precedenza il sesto e ultimo presidente del governo provvisorio della repubblica di Corea.

## Biografia
Il nome completo è Kim Chang-am (김창암?, 金昌巖?), ma viene più comunemente conosciuto con il nome di Baekbeom (백범?, 白凡?). A diciotto anni è uno dei capi della rivolta Tonghak del 1894, nel corso della quale lanciò un attacco contro i soldati giapponesi stanziati a Haeju. La lotta proseguì per vari anni e Kim Gu aumentò sempre di più il suo prestigio nella rivoluzione fino a che il 1º marzo 1919 venne esiliato in Cina, dove fece parte di un governo provvisorio coreano in esilio stabilitosi a Shanghai.
Fu il sesto ed ultimo presidente del governo provvisorio coreano in esilio. Durante la seconda guerra mondiale, sostenne l'esercito per la liberazione della Corea, rifiutando la divisione dello stato dopo il 1945 e proponendo un congresso per l'unificazione a Pyongyang con il futuro presidente Kim Il-sung della Corea del Nord. Nel 1948, viene battuto alle presidenziali per la repubblica da Syngman Rhee.

### Morte
Nel 1949 Kim fu assassinato da Ahn Doo-hee nel suo ufficio. I dettagli dell'assassinio sono ancora controversi, anche se alcuni ipotizzano una congiura della destra che avrebbe visto coinvolti il presidente Rhee e la CIA statunitense. A sua volta, l'omicida Ahn Doo-hee fu assassinato da un seguace di Kim nel 1996, dopo che aveva confessato le probabili responsabilità di Kim Chang-Ryong come mandante dell'assassinio, contribuendo a complicare ulteriormente la reale definizione della realtà storica. Kim Gu fu uno dei rari nazionalisti coreani rispettato sia nella Corea del Nord che in quella del Sud.